# Z miłości do muzyki
Z miłości do muzyki – debiutancki album studyjny polskiego producenta, kompozytora i gitarzysty Tomasza Luberta, wydany 17 czerwca 2014 roku przez wydawnictwo muzyczne Universal Music Polska. Album zawiera 12 utworów, nagranych przy współpracy z polskimi artystami, między innymi z Dodą, Ewą Farną czy Grzegorzem Skawińskim.

## Lista utworów
1. „Hej” – Lubert feat. Doda
2. „Respirator – Love” – Lubert. feat. Olek Klepacz
3. „Raj będzie nasz” – Lubert feat. Nika, Marcin Spenner, Antek Smykiewicz
4. „W silnych ramionach” – Ewa Farna
5. „Chciałbym tak” – Lubert feat. Jacek Stachursky
6. „Niemożliwe” – Lubert feat. Honey
7. „Ile jeszcze” – Lubert feat. Maria Niklińska
8. „Wszystkie krańce świata” – Lubert feat. Grzegorz Skawiński
9. „Karcianka” – Lubert feat. Anja Orthodox
10. „To chyba koniec” – Lubert feat. Marcin Kindla
11. „Miejski Zgiełk” – Lubert feat. Rafał Brzozowski
12. „Woow” – Lubert feat. Kalwi & Remi, Evelyn